# Hans Gruijters (politicus)
Johannes Petrus Adrianus (Hans) Gruijters (Helmond, 30 juni 1931 – Lelystad, 17 april 2005) was een Nederlands politicus. Hij is vooral bekend als medeoprichter van D'66.

## Biografie
Gruijters studeerde psychologie en politieke en sociale wetenschappen aan de Gemeentelijke Universiteit van Amsterdam. In 1954 haalde hij zijn doctoraal psychologie. Hierna was hij werkzaam als directiesecretaris bij een textielbedrijf in Helmond. Later was hij mede-eigenaar van verschillende horeca-ondernemingen in Amsterdam, waaronder de "Bamboo-bar" en C'66 aan de Lange Leidsedwarsstraat 64-66 te Amsterdam, in welk pand hij later ook zijn bibliotheek en kantoor had. Van 1960 tot 1967 was hij chef buitenland-redactie van het Algemeen Handelsblad. Van 1971 tot 1973 was hij hoofdredacteur wetenschappelijke uitgaven bij uitgeverij VNU. Hij bekleedde verschillende politieke functies, eerst voor de VVD, later voor D66, de partij die hij mede had opgericht.

### Politieke functies

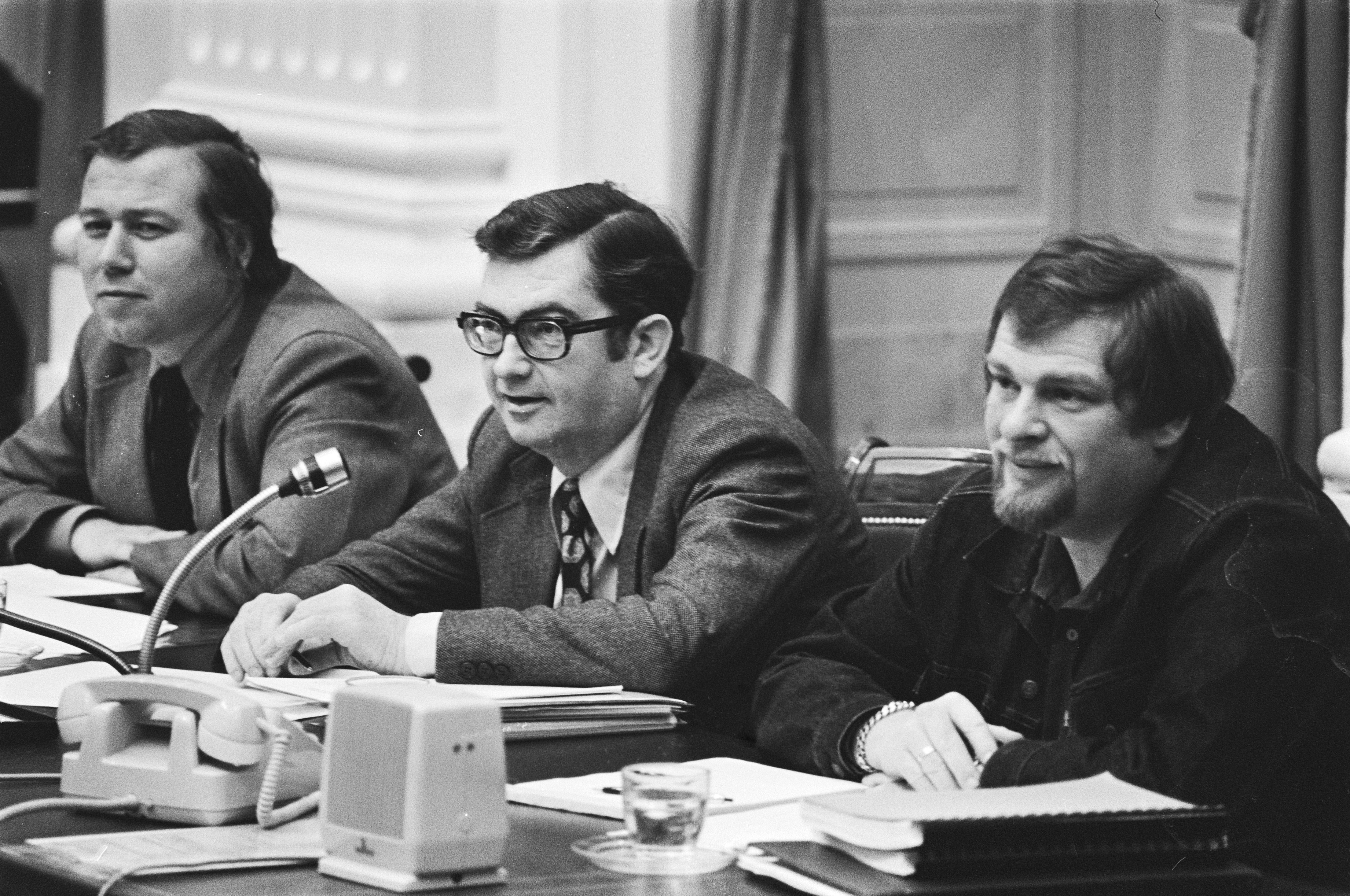
Minister Hans Gruijters met zijn staatssecretarissen Marcel van Dam en Jan Schaeffer

Tot 1966 was hij lid van de VVD. Vanaf 1959 was hij voorzitter van de JOVD, afdeling Amsterdam. Van november 1962 tot 21 maart 1966 zat hij voor de VVD in de gemeenteraad van Amsterdam. In 1966 mengde toenmalig landelijk JOVD-voorzitter Hans Wiegel zich in een conflict tussen het hoofdbestuur van de VVD en Gruijters die weigerde het huwelijk van Prinses Beatrix en Claus van Amsberg bij te wonen en kreeg hierop een berisping van het VVD-hoofdbestuur. De toen 24-jarige Wiegel nam het vervolgens op voor Gruijters' individuele keuzevrijheid. Na dit conflict stapte hij uit de VVD. Hij vond het huwelijk niet bijdragen aan de samenbindende rol die het koningshuis volgens hem behoort te spelen. Zelf was hij als republikein voorstander van een gekozen staatshoofd en regeringsleider, waarbij hij zich liet inspireren door het Amerikaanse politieke bestel. Tijdens de Lockheed-affaire pleitte Gruijters als minister ervoor om de monarchie te laten vallen.
In 1966 richtte hij samen met Hans van Mierlo de partij D'66 op. In 1967 was Gruijters lid van de commissie-Cals-Donner.  Van 7 juli 1970 tot 1971 was hij lid van de Provinciale Staten van Noord-Holland. Vervolgens was hij van 7 december 1972 tot 11 mei 1973 lid van de Tweede Kamer. Daarna was hij van 11 mei 1973 tot 19 december 1977 minister van Volkshuisvesting en Ruimtelijke Ordening in het kabinet-Den Uyl. Daarna was Gruijters van 1980 tot zijn pensionering in 1996 burgemeester van Lelystad. In 2004 zegde hij, uit onvrede, zijn lidmaatschap van D66 op (inmiddels zonder apostrof). Hij voelde zich niet langer welkom bij die partij. Zijn jongere broer Peter Gruijters is eveneens burgemeester geweest.